# إيزابيلا أميرة أورليان (1900-1983)
إيزابيلا أميرة أورليان (بالفرنسية: Isabelle d'Orléans) (27 نوفمبر 1900 - 12 فبراير 1983) كانت إبنه إيزابيلا أميرة أورليان.